# La doppia ferita
La doppia ferita è un film muto italiano del 1915 diretto da Augusto Genina.